# Reacció de Ramberg-Bäcklund

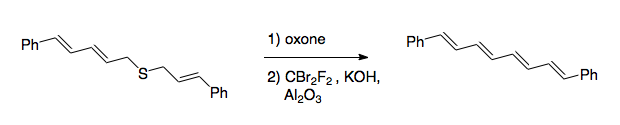
Síntesi del 1,8-difenil-1,3,5,7-octatraè emprant la reacció de Ramberg-Bäcklund

La reacció de Ramberg-Bäcklund és una reacció orgànica on es converteix un α-halosulfona en un alquè en presència d'una base amb l'extrusió de diòxid de sofre (SO₂). La reacció deu el seu nom als químics suecs Ramberg Ludwig i Birger Bäcklund.
El carbanió format per desprotonació produeix diòxid de tiirà, el qual és inestable i es descompon amb l'eliminació de diòxid de sofre. Aquest pas d'eliminació és considerat com una cicloeliminació concertada.

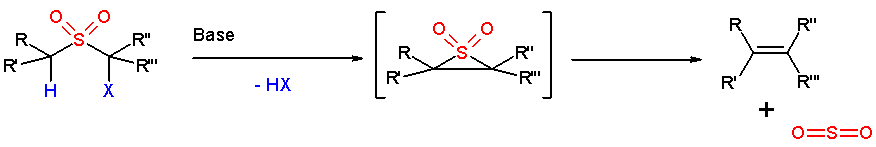
Reacció de Ramberg-Bäcklund

La transformació global de la reacció és la conversió dels enllaços de carboni-sofre a un enllaç doble carboni-carboni. El procés original implica l'halogenació d'un sulfur, seguida de l'oxidació a la sulfona.

Visió general de la reacció de Ramberg-Bäcklund

Recentment, el mètode preferit és el que resulta d'invertir l'ordre dels passos. Després de l'oxidació, el que es fa normalment amb un peràcid, es duu a terme la halogenació en condicions bàsiques mitjançant l'ús de dibromodifluorometà (CBr₂F₂) per al pas de la transferència d'halogen. Aquest mètode va ser utilitzat per sintetitzar 1,8-difenil-1,3,5,7-octatraè.
La reacció de Ramberg-Bäcklund té diverses aplicacions. A causa de la naturalesa de l'eliminació, aquesta pot ser aplicada a anells petits, i anells grans amb un doble enllaç.

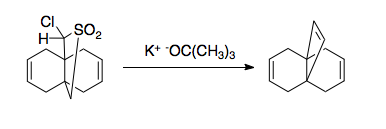
Aplicació de la reacció de Ramberg-Bäcklund per sintetitzar anells petits

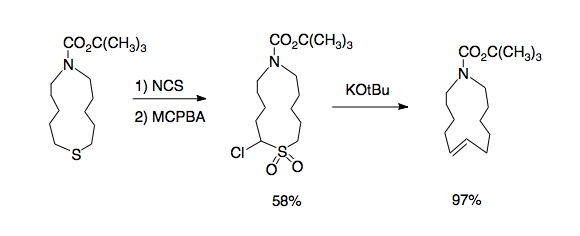
Aplicació de la reacció de Ramberg-Bäcklund en la síntesi d'anells grans

Les α-halosulfones necessàries per a la reacció són disponibles a través de l'oxidació dels corresponents α-halosulfurs amb peràcids, com ara l'àcid meta-cloroperbenzoic (mCPBA); l'oxidació dels sulfurs es duu a terme de manera selectiva amb la presència d'alquens i alcohols. Els α-halosulfurs al seu torn poden ser sintetitzats a través del tractament de sulfurs amb halògens electrofílics com la N-clorosuccinimida o la N-bromosuccinimida.
El grup sulfona conté un protó àcid en una de les α-posicions que s'extreu a través d'una base forta. La càrrega negativa generada en aquesta posició (de manera formal, un carbanió) és transferida a l'halogen residint en l'altra α-posició, en una substitució nucleofílica formant-se temporalment una sulfona heterocíclica de tres membres. Aquest intermediari és inestable i s'allibera diòxid de sofre per formar l'alquè. Generalment s'obtenen mescles d'isòmers cis i trans.

Mecanismes de la reacció de Ramberg-Bäcklund

Aquesta reacció permet sintetitzar el 1,2-dimetilenciclohexà.

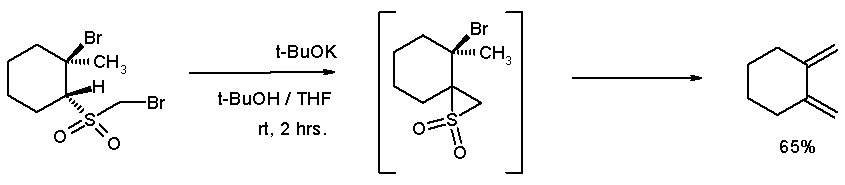
Aplicació de la reacció de Ramberg-Bäcklund del 1,2-dimetilenciclohexà

S'ha informat una variació per obtenir alcohols al·lílics per mitjà d'epòxids.

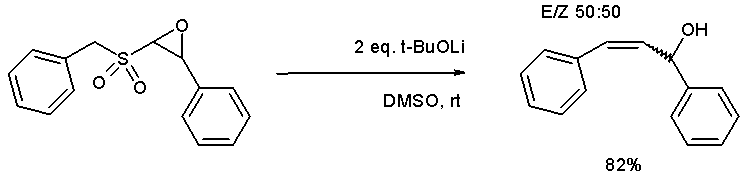
Síntesis d'alcohols al·lílics de Ramberg-Bäcklund

Una aplicació de la reacció de Ramberg-Bäcklund és la síntesi de C-glucòsids. El tioèter necessari es pot preparar fàcilment mitjançant un intercanvi amb un tiol. L'aplicació de les condicions de Ramberg-Bäcklund condueix a un èter vinílic exocíclic que es pot reduir al C-nucleòsid desitjat.

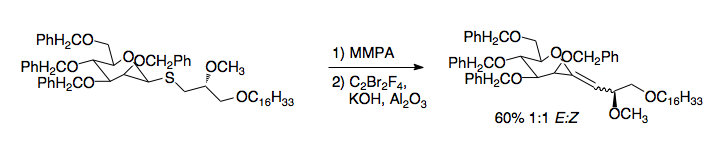
Aplicació de la reacció de Ramberg-Backlund per a sintetitzar C-Nucleòsids